# Équipe des Pays-Bas féminine de football à la Coupe du monde 2019
L'équipe des Pays-Bas féminine de football participe à la Coupe du monde féminine de football 2019 organisée en France du 7 juin au 7 juillet 2019.

## Compétition

### Format et tirage au sort
Les vingt-quatre équipes qualifiées pour la Coupe du monde sont réparties en quatre chapeaux de six équipes. Lors du tirage au sort, six groupes de quatre équipes sont formés, les quatre équipes de chaque groupe provenant chacune d'un chapeau différent. Celles-ci s'affrontent une fois chacune : à la fin des trois journées, les deux premiers de chaque groupe sont qualifiés pour les huitièmes de finale, ainsi que les quatre meilleurs troisième de groupe.
Les États-Unis sont placés dans le chapeau 1.
Le tirage donne alors pour adversaires le Chili, la Suède et la Thaîlande.

### Parcours

#### Phase de groupe
L'entrée en matière des deux favorites du groupe E, le Canada ainsi que les Pays-Bas, est relativement délicate. Les hôtes du Mondial 2015 et médaillées de bronze aux Jeux olympiques 2012 et 2016 ne l'emportent que sur la plus petite des marges face au Cameroun (1-0, but de Kadeisha Buchanan juste avant la mi-temps). Les championnes d'Europe 2017 s'imposent sur le même score le lendemain face à la Nouvelle-Zélande dans les arrêts de jeu du match.
Canadiennes et Néerlandaises se montrent toutefois plus convaincantes lors de la deuxième journée. Les Pays-Bas écartent le Cameroun 3-1, tandis que le Canada dispose de la Nouvelle-Zélande sur le score de 2-0. Avec six points au compteur, tandis que Néo-Zélandaises et Camerounaises n'ont pas encore inscrit le moindre point, la qualification pour les huitièmes de finale est assurée.
Lors de l'ultime journée des phases de groupe, les Pays-Bas, qui n'avaient besoin que d'un point pour terminer en tête grâce à un plus grand nombre de buts marqués, frappent un grand coup en battant le Canada (2-1). Dans l'autre rencontre, le Cameroun réussit un petit exploit en battant les Néo-Zélandaises (2-1), notamment grâce à un doublé décisif d'Ajara Nchout (dont un but à la fin du temps additionnel de la partie, compensant l'égalisation contre son camp de Marie-Aurelle Awona un quart d'heure plus tôt. Grâce à cette victoire surprise décrochée in extremis, le Cameroun termine parmi les quatre meilleurs troisièmes et retrouve les huitièmes de finale pour sa deuxième participation à une phase finale d'un Mondial féminin comme quatre ans plus tôt.
| Rang | Équipe           | Pts | J | G | N | P | Bp | Bc | Diff |
| ---- | ---------------- | --- | - | - | - | - | -- | -- | ---- |
| 1    | Pays-Bas         | 9   | 3 | 3 | 0 | 0 | 6  | 2  | +4   |
| 2    | Canada           | 6   | 3 | 2 | 0 | 1 | 4  | 2  | +2   |
| 3    | Cameroun         | 3   | 3 | 1 | 0 | 2 | 3  | 5  | -2   |
| 4    | Nouvelle-Zélande | 0   | 3 | 0 | 0 | 3 | 1  | 5  | -4   |

| Match 10           | Nouvelle-Zélande | 0 - 1   | Pays-Bas    | Stade Océane, Le Havre                               |                                                      |
| 11 juin 2019 15:00 |                  | (0 - 0) | 90+2e Roord | Spectateurs : 10 654 Arbitrage : Edina Alves Batista | Spectateurs : 10 654 Arbitrage : Edina Alves Batista |
| 11 juin 2019 15:00 | Rapport          |         |             | Spectateurs : 10 654 Arbitrage : Edina Alves Batista | Spectateurs : 10 654 Arbitrage : Edina Alves Batista |

| Match 21           | Pays-Bas                                                                   | 3 - 1   | Cameroun                                  | Stade du Hainaut, Valenciennes                 |                                                |
| 15 juin 2019 15:00 | (van de Sanden ) Miedema 41e · Bloodworth 48e · (Beerensteyn ) Miedema 85e | (1 - 1) | 43e Onguéné (Feudjio )                    | Spectateurs : 22 423 Arbitrage : Casey Reibelt | Spectateurs : 22 423 Arbitrage : Casey Reibelt |
| 15 juin 2019 15:00 |                                                                            | Rapport | 14e Manie · 37e Ngo Mbeleck · 68e Feudjio | Spectateurs : 22 423 Arbitrage : Casey Reibelt | Spectateurs : 22 423 Arbitrage : Casey Reibelt |

| Match 33           | Pays-Bas                                               | 2 - 1   | Canada                   | Stade Auguste-Delaune, Reims                        |                                                     |
| 20 juin 2019 18:00 | ( Spitse) Dekker 54e · ( van Lunteren) Beerensteyn 75e | (0 - 0) | 60e Sinclair ( Lawrence) | Spectateurs : 19 277 Arbitrage : Stéphanie Frappart | Spectateurs : 19 277 Arbitrage : Stéphanie Frappart |
| 20 juin 2019 18:00 | Dekker 23e · Roord 90e                                 | Rapport | 38e Buchanan · 80e Quinn | Spectateurs : 19 277 Arbitrage : Stéphanie Frappart | Spectateurs : 19 277 Arbitrage : Stéphanie Frappart |

#### Phase finale

##### Huitièmes de finale
| Match 44           | Pays-Bas                                     | 2 - 1   | Japon                    | Roazhon Park, Rennes                            |                                                 |
| 25 juin 2019 21:00 | ( Spitse) Martens 17e · Martens 90+1e (pen.) | (1 - 1) | 43e Hasegawa ( Iwabuchi) | Spectateurs : 21 076 Arbitrage : Melissa Borjas | Spectateurs : 21 076 Arbitrage : Melissa Borjas |
| 25 juin 2019 21:00 |                                              | Rapport | 89e Kumagai              | Spectateurs : 21 076 Arbitrage : Melissa Borjas | Spectateurs : 21 076 Arbitrage : Melissa Borjas |

##### Quarts de finale
| Match 47           | Italie                                               | 0 - 2   | Pays-Bas                                            | Stade du Hainaut, Valenciennes                     |                                                    |
| 29 juin 2019 15:00 |                                                      | (0 - 0) | 70e Miedema ( Spitse) · 80e van der Gragt ( Spitse) | Spectateurs : 22 600 Arbitrage : Claudia Umpiérrez | Spectateurs : 22 600 Arbitrage : Claudia Umpiérrez |
| 29 juin 2019 15:00 | Linari 41e · Guagni 66e · Cernoia 73e · Sabatino 79e | Rapport |                                                     | Spectateurs : 22 600 Arbitrage : Claudia Umpiérrez | Spectateurs : 22 600 Arbitrage : Claudia Umpiérrez |

##### Demi-finales
| Match 50             | Pays-Bas                      | 1 - 0 ap              | Suède        | Stade de Lyon, Lyon                                    |                                                        |
| 3 juillet 2019 21:00 | Groenen 99e                   | (0 - 0, 0 - 0, 1 - 0) |              | Spectateurs : 48 452 Arbitrage : Marie-Soleil Beaudoin | Spectateurs : 48 452 Arbitrage : Marie-Soleil Beaudoin |
| 3 juillet 2019 21:00 | Spitse 85e · van de Donk 116e | Rapport               | Zigiotti 94e | Spectateurs : 48 452 Arbitrage : Marie-Soleil Beaudoin | Spectateurs : 48 452 Arbitrage : Marie-Soleil Beaudoin |

##### Finale
| Finale                   | États-Unis                                | 2 - 0   | Pays-Bas                       | Stade de Lyon, Lyon                                                                         |                                                                                             |
| 7 juillet 2019 17 h CEST | Rapinoe 61e (pen.) · ( Mewis) Lavelle 69e | (0 - 0) |                                | Spectateurs : 57 900 Arbitrage : Stéphanie Frappart Arbitre vidéo : Carlos del Cerro Grande | Spectateurs : 57 900 Arbitrage : Stéphanie Frappart Arbitre vidéo : Carlos del Cerro Grande |
| 7 juillet 2019 17 h CEST | Dahlkemper 42e                            | Rapport | 10e Spitse · 60e van der Gragt | Spectateurs : 57 900 Arbitrage : Stéphanie Frappart Arbitre vidéo : Carlos del Cerro Grande | Spectateurs : 57 900 Arbitrage : Stéphanie Frappart Arbitre vidéo : Carlos del Cerro Grande |

| États-Unis | Pays-Bas |

| ÉTATS-UNIS :     |    |                  |     |     |
|                  |    |                  |     |     |
| Gardien de but   | 01 | Alyssa Naeher    |     |     |
|                  | 05 | Kelley O'Hara    |     | 46e |
|                  | 07 | Abby Dahlkemper  | 42e |     |
|                  | 04 | Becky Sauerbrunn |     |     |
|                  | 19 | Crystal Dunn     |     |     |
|                  | 03 | Sam Mewis        |     |     |
|                  | 08 | Julie Ertz       |     |     |
|                  | 16 | Rose Lavelle     |     |     |
|                  | 17 | Tobin Heath      |     | 87e |
|                  | 13 | Alex Morgan      |     |     |
|                  | 15 | Megan Rapinoe    |     | 79e |
| Remplaçantes :   |    |                  |     |     |
|                  | 11 | Ali Krieger      |     | 46e |
|                  | 23 | Christen Press   |     | 79e |
|                  | 10 | Carli Lloyd      |     | 87e |
| Sélectionneuse : |    |                  |     |     |
| Jill Ellis       |    |                  |     |     |

| PAYS-BAS :       |    |                        |     |     |
|                  |    |                        |     |     |
| Gardien de but   | 01 | Sari van Veenendaal    |     |     |
|                  | 02 | Desiree van Lunteren   |     |     |
|                  | 06 | Anouk Dekker           |     | 73e |
|                  | 03 | Stefanie van der Gragt | 60e |     |
|                  | 20 | Dominique Bloodworth   |     |     |
|                  | 14 | Jackie Groenen         |     |     |
|                  | 10 | Daniëlle van de Donk   |     |     |
|                  | 08 | Sherida Spitse         | 10e |     |
|                  | 21 | Lineth Beerensteyn     |     |     |
|                  | 09 | Vivianne Miedema       |     |     |
|                  | 11 | Lieke Martens          |     | 70e |
| Remplaçantes :   |    |                        |     |     |
|                  | 19 | Jill Roord             |     | 70e |
|                  | 07 | Shanice van de Sanden  |     | 73e |
| Sélectionneuse : |    |                        |     |     |
| Sarina Wiegman   |    |                        |     |     |

| Assistantes : Manuela Nicolosi Michelle O'Neill Quatrième arbitre : Claudia Umpiérrez Cinquième arbitre : Luciana Mascaraña Arbitre vidéo : Carlos del Cerro Grande Assistants arbitre vidéo : José María Sánchez Martínez Mariana de Almeida Femme du Match : Megan Rapinoe |